# Pentopetia dasynema
Pentopetia dasynema är en oleanderväxtart som beskrevs av Choux. Pentopetia dasynema ingår i släktet Pentopetia och familjen oleanderväxter. Inga underarter finns listade i Catalogue of Life.